# مهر أباد (كتشو)
مهر أباد (بالفارسية: مهرآباد) هي قرية تقع في إيران في قسم کتشو الريفي. يقدر عدد سكانها بـ 42 نسمة بحسب إحصاء 2016.